# Mentre la città dorme (film 1950)
Mentre la città dorme (The Sleeping City) è un film del 1950, diretto da George Sherman.

## Trama
Il giovane dottor Foster, mentre sta camminando sulla riva del fiume, fumando una sigaretta, viene colpito alla testa da un proiettile che lo uccide. Dal nono Distretto di polizia arriva l'ispettore Gordon, incaricato delle indagini.

## Produzione
Il film fu prodotto dall'Universal International Pictures. Le scene dell'ospedale furono girate al Bellevue Hospital, al 550 First Avenue di Manhattan a New York.

## Distribuzione
Distribuito dall'Universal Pictures, uscì nelle sale cinematografiche USA il 20 settembre 1950. Con il titolo Kaupungin nukkuessa, fu distribuito in Finlandia il 22 dicembre e in Svezia il 26 dicembre come När New York sover. Quindi, il 29 gennaio 1951, in Danimarca con il titolo Morfin, nelle Filippine il 17 gennaio 1952 e in Portogallo il 16 marzo 1956, tradotto in Quando a Noite Morre.
Hollywood Reporter riportò che il film vinse un Certificato al Merito Civile per il "suo contributo significativo al progresso civile, culturale e commerciale della città di New York".